# Jesse James (film, 1939)
A Jesse James (Jesse James) 1939-ben bemutatott színes amerikai westernfilm Henry King rendezésében. 
Magyarországon 1940. január 19-én mutatták be (szakbemutatón) Jesse James, a nép bálványa címen.

## Cselekménye
A vasúttársaság ügynöke, Barshee a hiszékeny farmerek földjét potom áron szerezte meg. Most a James fivérek birtokán a sor, ám Jesse és Frank nem akarják földjüket ingyen átengedni. Szóváltás közben az ügynök fegyveréhez nyúl, de Jesse kilövi kezéből a fegyvert. Barshee feljelenti a James fivéreket és mint a nagyhatalmú vasúttársaság megbízottja, letartóztatási végzést kap. Rufus Cobb őrnagy, Jesse menyasszonyának, Zee-nek a nagybátyja figyelmezteti a fiúkat, akik elmenekülnek. Barshee embereivel megostromolja és felgyújtja a fiúk házát, melyben beteg anyjuk fekszik, akit az égő házból holtan hoznak ki. Jesse értesül erről és párviadalban lelövi Barshee-t. Jesse és Frank földönfutóvá lett, a vasút vérdíjat tűzött ki a fejükre.
A két testvér a kifosztott farmerekből csapatot szervez a vasúttársaság ellen. Az első vonatot kifosztják, hogy az embereket elriasszák a vasúttól. Zee ráveszi szerelmesét, hogy álljon a bíróság elé, akkor legfeljebb öt év büntetést kap, amit McCoy, a vasút elnöke írásban is garantált. Jesse házasságot köt Zee-vel, majd feladja magát. Közben McCoy eléri, hogy Jesse-t rögtönítélő bíróság elé állítsák, ami a biztos halált jelentené. Frank értesül erről és a lakosság támogatásával kiszabadítja fivérét. A James-fiúk törvényen kívüli, üldözött emberek lesznek.
Jesse feleségével Kaliforniában akar szökni, hogy új életet kezdjenek, de az állandó üldözés elszakítja őket egymástól. Zee belefárad a hajszolt életbe és kisbabájával visszamegy nagybátyjához. Jesse azt hiszi, hogy felesége már nem szereti. Legendás hírű rablásokat visz véghez, elterjed róla, hogy a szegényeket támogatja és a gazdagokat rabolja ki. Amikor egy rendelet büntetlenséget ígér annak, aki őt élve vagy halva kézrekeríti, bandájának egyik tagja, Bob Ford elárulja a hatóságoknak a készülő bankrablás tervét. A meghiúsult rablás során Jesse komoly sebet kap, de megmenekül és ötévi távollét után betámolyog otthonába. Zee, aki változatlanul szereti, ápolja és felgyógyuláskor ráveszi, hogy egy új élet reményében menjenek Kaliforniába. A korábbi áruló, Bob Ford rá akarja venni egy újabb rablásra. Jesse ezt visszautasítja, mire Bob hátulról lelövi.
Jesse sírja fölé a környék lakossága emléket állít. Rufus Cobb mondja a beszédet: Jesse-t az igazságtalanságok hajszolták bűnbe, és halála után az USA bíróságai által kegyelemben részesült. Jesse nevét tisztára mosta kihulló vére és az utókor együtt fogja emlegetni nevét a szabad Amerika többi hőseivel.

## Ismertetése
Jesse James valós személy (1847–1882), a „vad”nyugat egyik leghíresebb banditája volt. Testvérével és bandájukkal bankokat, vonatokat rabolt ki, tetteiről legendák keringtek, és egy idő után a kegyetlen bűnöző valóságos hőssé magasztosult. Ez a film is a figura nagyságát hangsúlyozza, „nemcsak igaz lelkű mártírnak állítja be a banditát, hanem egyenesen a nemzeti hős rangjára emeli. És ennek érdekében úgy hamisítja meg a történelmet, hogy egyben igazolja annak a kornak a monopóliumellenes törekvéseit, melyben a film készült.”
Jesse James életéről már a némafilm korában is több film készült. Közülük kettőben fia, ifjabb Jesse James játszotta a főszerepet (rendező Franklin B. Coates, 1921), valamint egy harmadikban közreműködött. Henry Kingnek ez a rendezése és persze a címszereplő Tyrone Power alakítása rendkívüli sikert hozott. A rendező „csodálatosan közvetlen, eszközeiben takarékos, szinte vágásmentes stílusa, amelyben a tág térségek nosztalgikus szeretete tükröződik, nagyon jól érvényesül a western műfajában, így a Jesse Jamesben is. Ez a látványos akciós jelenetekben bővelkedő, gazdag kiállítású színes film akkora sikert aratott, hogy évekre a western kedvenc hősévé tette a banditát.”
A Fox stúdióban Fritz Lang rendező irányításával a folytatást is elkészítették Frank James visszatérése (1940) címen. Ebben a kitalált történetben Frank James (Henry Fonda) megpróbál bosszút állni testvére gyilkosán. Később is több Jesse James-film született, a világháború után először 1949-ben. 1957-ben újabb változatot forgattak The True Story of Jesse James (Jesse James igaz története) címen, rendezte Nicholas Ray.

## Szereplők
- Tyrone Power – Jesse James
- Henry Fonda – Frank James
- Nancy Kelly – Zerelda "Zee" James
- Randolph Scott – Will Wright
- Henry Hull – Rufus Cobb őrnagy
- John Carradine – Robert Ford
- Charles Tannen – Charlie Ford
- Ernest Whitman – Pinkie
- Slim Summerville – Jailer
- J. Edward Bromberg – Mr. Runyan
- Brian Donlevy – Barshee
- Donald Meek – McCoy
- Claire Du Brey – Mrs. Bob Ford
- Jane Darwell – Mrs. Samuels
- Lon Chaney, Jr. – James bandájának tagja
- Eddy Waller – helyettes